# Подюга (река)
По́дюга — река в Архангельской области России, протекает по территории Коношского и Вельского районов. Впадает в реку Вель (бассейн Северной Двины) в 78 км от её устья по левому берегу.

## География

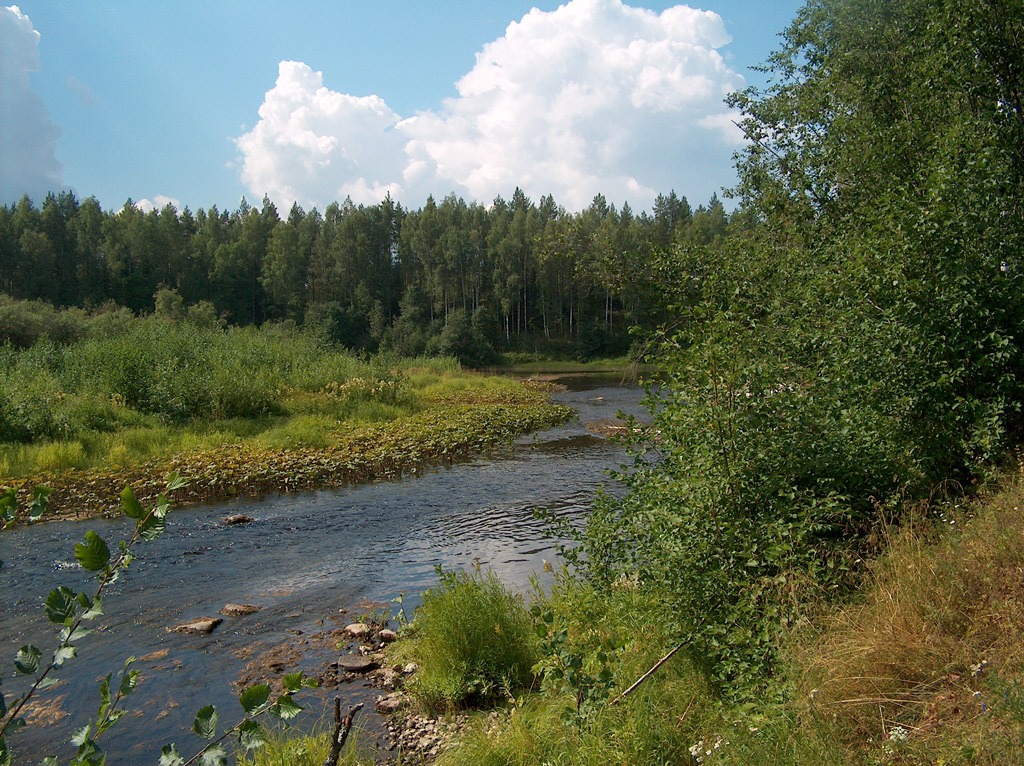
Река Подюга в нижнем течении

Подюга образуется на границе Коношского и Няндомского районов Архангельской области, слиянием рек Великая и Солюга (Селюга), стекающих с Няндомской возвышенности. Сначала течёт на юг, совершая довольно большие изгибы, а затем, чуть выше посёлка Подюга, резко поворачивает на восток. Течение от истока до деревни Хмелевое неспокойное, с перекатами. Ширина русла в верхнем течении невелика — от 10 до 20 м. После деревни Хмелевое течение успокаивается, ширина русла увеличивается до 30—40 м. Ниже посёлка Подюга — это типично равнинная река, здесь Подюга разливается до 80 м. Ширина поймы у посёлка Подюга равна 1 км. Около устья ширина поймы — до 2 км. Впадает в Вель у деревни Заподюжье.

## Гидрология
Длина реки — 102 км, площадь водосборного бассейна — 1300 км². Средний расход в 31 км от устья — 9,12 м³/сек. Питание смешанное, с преобладанием снегового.
| Средний расход воды (м³/с) реки Подюга по месяцам с 1956 по 1988 гг. (замеры производились на гидрологическом посту в районе д.Николаевка в 31 км от устья) |

## Населённые пункты на реке
- Хмелевое
- Звенячий
- Вельцы
- Шенчуга
- Подюга
- Николаевка
- Рылковский
- Дьяковская
- Погост
- Заподюжье

## Данные водного реестра
По данным государственного водного реестра России относится к Двинско-Печорскому бассейновому округу, водохозяйственный участок реки — Вага, речной подбассейн реки — Северная Двина ниже места слияния Вычегды и Малой Северной Двины. Речной бассейн реки — Северная Двина.
Код объекта в государственном водном реестре — 03020300212103000029060.

## Притоки
(указано расстояние от устья)
- 26 км: река Кварзеньга (лв)
- 44 км: река Шенчуга (пр)
- 82 км: река Ломбуха (пр)
- 84 км: река Тавреньга (лв)
- 88 км: река Симка (лв)
- 97 км: река Пурзинка (пр)